# Viola Calligaris
Viola Calligaris, född den 17 mars 1996, är en schweizisk fotbollsspelare.

## Karriär
Viola Calligaris inledde sin seniorkarriär i SC Kriens år 2012. Hon värvades 2017 av Atlético Madrid innan hon 2019 flyttade till Valencia för att året efter värvas av Levente. 2023 kontrakterades hon av Paris Saint-Germain och 2025 av Juventus. Hon har även representerat det schweiziska damlandslaget där hon debuterade år 2016.